# Storia della letteratura latina (240 - 78 a.C.)
Con letteratura latina arcaica si intende un periodo della storia della letteratura latina il cui inizio è convenzionalmente fissato nel 240 a.C. (anno della rappresentazione della prima commedia in latino; altri invece indicano il 241 a.C., anno della fine della prima guerra punica) e la cui fine è identificata nel 78 a.C., anno della morte del dittatore Lucio Cornelio Silla.

## Contesto storico e caratteristiche letterarie
Dopo una fase preletteraria, identificata tradizionalmente con il periodo che va dalla fondazione di Roma (753 a.C.), al 240 a.C. con Livio Andronico si ebbe la nascita vera e propria di una letteratura latina a Roma. La letteratura latina poté, infatti, nascere solo quando Roma ebbe il sopravvento sull'intera Italia peninsulare, e quindi su molte città della Magna Grecia, che furono inglobate insieme alla loro cultura ellenistica (vedi guerre pirriche). In effetti le forme della letteratura latina sono per la maggior parte derivate da quella dei Greci. Non a caso il grande poeta Orazio descrive il momento storico di passaggio dall'età prelettararia a quella letteraria grazie all'influsso dei Greci, come segue:
(Orazio, Epistulae, II, 1.156-160.)

## Lingua
La lingua latina, appartenente al ceppo occidentale delle lingue indoeuropee, nacque come parlata regionale del Latium, ma si estese poi alle terre sotto il dominio di Roma, arricchendosi tramite gli influssi italici, etruschi e greci. Caratteristica di tale lingua, ancora instabile sul piano della grafia, era la sintassi semplice ed elementare, prevalentemente paratattica. L'origine dei vocaboli, talvolta derivati direttamente dalle lingue dei popoli limitrofi, era quella rurale e agreste; solo nel III secolo a.C., tramite il contatto con la letteratura e la filosofia greca, il latino poté acquisire un vocabolario tecnico e concettuale più ampio e complesso.

### Verso esametro e senario giambico
Quinto Ennio attuò un'importante trasformazione nella poesia latina, sostituendo lo scomodo saturnio (usato anche da Livio Andronico e Gneo Nevio) con l'esametro, metro per eccellenza della poesia greca, più flessibile e adatto alla retorica del dramma, dell'epica e della lirica di ambedue le lingue, mentre il saturnio era più rigido e meno permeabile ai parallelismi fonico-ritmici.
(Annales 206-210 Skutsch; 213-217 Vahlen.)
Livio Andronico decise di utilizzare per le opere drammatiche metri di derivazione greca, e dunque a carattere quantitativo; i metri che egli impiegò, tuttavia, subirono nel corso della storia profonde modificazioni, allontanandosi gradualmente dalle leggi quantitative della metrica greca. Per le parti dialogate preferì il senario giambico, derivato dal trimetro giambico greco, mentre per i cantica si hanno numerose attestazioni dell'uso del settenario trocaico, che era discretamente diffuso nella tragedia e nella commedia nuova greche. Il verso ebbe però maggiore fortuna in Roma, dove fu ampiamente adoperato da tutti i drammaturghi e divenne patrimonio della cultura popolare, tanto da essere ancora utilizzato dai legionari di Cesare per i carmina recitati durante i trionfi del 45 a.C.; risulta, infine, l'occorrenza di versi cretici nell'Equos Troianus.
Dalla Grecia fu, quindi, introdotto l'esametro in età ellenistica fu introdotto nella letteratura latina ad opera di Ennio, adattandosi alle diverse possibilità espressive della lingua latina (ad esempio le figure di suono giocano un ruolo molto più importante nella poesia latina che in quella greca), affinandosi progressivamente con Lucrezio e Catullo, e quindi con i poeti di età augustea, in primo luogo Virgilio ma anche Orazio, per poi restare in uso sino alla tardo antichità e oltre. L'esametro era un verso eroico per definizione, che rimase sempre strettamente legato alla poesia epica.

## Produzione

### Opere teatrali
L’attività teatrale latina nasce nelle campagne laziali, prima di affermarsi come vero e proprio teatro a Roma, nel contesto dei ludi contadini. I ludi erano delle feste in origine contadine, di cui si possono trovare delle forme simili anche nelle aree osche, umbre o etrusche, celebrate in occasione di importanti ricorrenze del calendario agricolo, come la mietitura o la vendemmia, che comprendevano un insieme di azioni rituali, quali processioni, sacrifici e gare rivolte agli dei e incentrate sul tema della fecondità; anzi, questi rituali avevano proprio la funzione di proteggere la fecondità: tra questi rituali si inserisce una primitiva forma di teatro. Secondo la testimonianza di Orazio, riposto il grano, i contadini si riunivano, offrivano in sacrificio agli dei un maiale, offrivano del latte al dio Silvano, protettore dei boschi, del latte e fiori al Genio, cioè alla loro personale forza generativa e iniziavano delle improvvisazioni, per questo caratterizzate da una metrica irregolare, degli alterchi tra personaggi particolarmente pieni di insulti e volgarità, accompagnati da una mimica che valorizzava con l’intonazione l’aggressività e l’oscenità delle parole: questi erano chiamati fescennini, da fascinum, il malocchio, in quanto questi canti avevano funzione apotropaica, e il loro carattere osceno, grottesco, eccessivo, deforme incrementava la loro efficacia. Sappiamo che in un primo tempo i fescennini erano applicati sempre con valore apotropaico al rito nuziale, infatti, come attesta Catullo, ancora nel I sec. a.C. all’apparire della sposa con il capo coperto dal velo rosso, dopo il canto nuziale, i presenti lanciavano volgarità fescennine alla coppia: questo non era percepito come insulto, ma era anzi un modo per proteggere la fecondità della coppia. Questo tipo di manifestazione venne arricchita nel 395 a.C. quando, secondo Livio, essendovi una pestilenza, per placare l’ira divina si decise di ricorrere alla cerimonia del ‘lectisternium’, una cerimonia in cui si organizzava un banchetto per gli dei raffigurati da statue che venivano fatti sedere a tavola, ma ciò non fu sufficiente; allora si fecero venire dei ballerini dall’Etruria per eseguire una danza, mimico-musicale, purificatrice. La pestilenza non fu fermata da questo espediente, ma accadde che i giovani romani presero a imitare queste danze etrusche unendole alla propria tradizione fescennina: questa nuova forma, chiamata ‘satura’, da ‘satur’, ‘pezzi’ proprio perché questa era caratterizzata da pezzi non legati tra loro da una trama comune, come dei moderni sketch, incontrò il favore del pubblico e fu accolto nei ludi Romani, in onore di Giove Ottimo Massimo.
Con il diffondersi del teatro di stampo greco a Roma la satura sembrava destinata a cedere il passo a nuove forme teatrali mutuate dall’esterno, ma non si estinse, come ci prova il fatto che Ennio la riprese aderente alla struttura e alle caratteristiche originali però con un testo già precedentemente scritto, anzi trovò nuove forme. Mentre i generi teatrali maggiori impiegavano attori professionisti che, diversamente da come accadeva in Grecia, erano tenuti in scarsa considerazione e perdevano anche il diritto di voto, fra i cittadini romani restavano comuni i fescennini: in questo caso lo svolgimento di questa attività teatrale non era considerata un disonore in quanto era una forma che dava spazio alla spontaneità e non toglieva tempo ai lavori, poiché si esauriva nei ludi; era probabilmente l’attività teatrale intesa come professione che ai romani destava biasimo perché concepita appunto come lavoro e non come forma di arte liberativa dalla fatica nei campi o nelle milizie con quel particolare valore apotropaico che dicevamo. Dall’incontro con un genere farsesco importato dalla città osca di Atella nacque la ‘fabula Atellana’ che, poiché posta solitamente a conclusione di una tragedia o di una commedia alla greca, fu chiamata anche ‘exodium Atellanicum’, destinata a diventare un genere letterario vero e proprio quando la commedia alla greca conobbe il suo rapido declino alla fine del II sec. a.C., caratterizzato dall’uso nel semplice intreccio di alcune maschere fisse come il Matto (Maccus), lo Scemo (Bucco), il Nonnetto vecchio, avido e libidinoso (Pappus), e il Gobbo astuto, avido e turpe (Dossennus). Come accennato sopra, chi praticava la farsa atellanica a livello dilettantistico non perdevano alcun diritto, come invece succedeva agli attori di professione, chiamati histriones.

#### Commedia

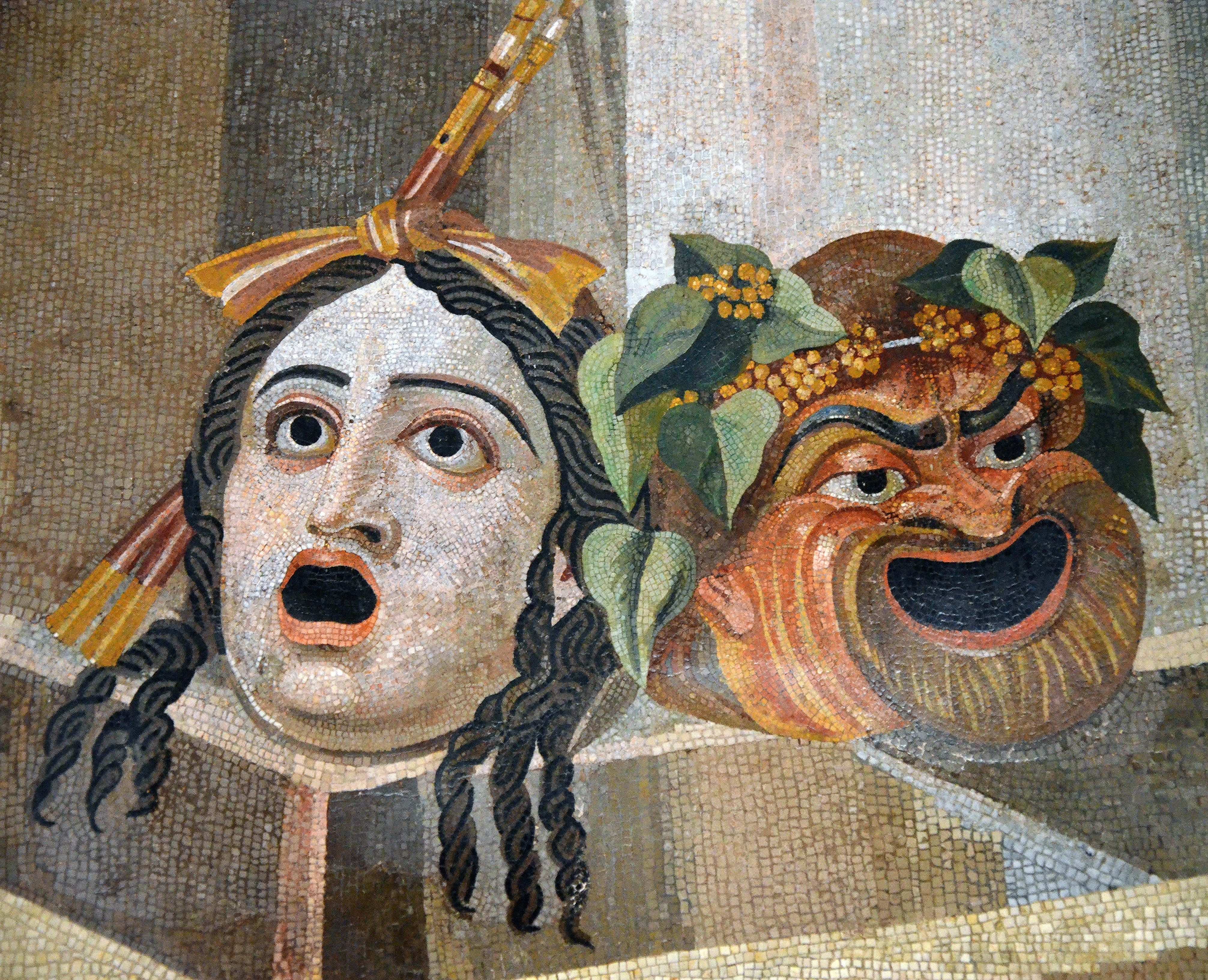
Mosaico romano del I secolo a.C. raffigurante le maschere tragica e comica (Roma, Musei Capitolini)

Eccetto questa forma particolare derivata da un’evoluzione del saturno venuto a contatto con il genere farsesco della città osca di Atella, le altre espressioni drammatiche latine si possono trovare nella ‘fabula cothurnata’, la ‘fabula praetexta’ e la ‘fabula palliata’. La ‘fabula cothurnata’ prende nome dal coturno che, nel teatro attico da cui questo genere era mutuato, era il nome del calzare a suola alta usato dai personaggi maschili e femminili e fu introdotta da Livio Andronico nel 240 a.C., che da iniziatore predilesse soggetti tratti dal ciclo troiano e diede la prima spinta per la creazione di un linguaggio tragico. Alla cothurnata si affiancò subito la praetexta, dal nome della toga orlata di porpora usata dai magistrati romani in occasioni solenni, forse dall’esigenza di un dialogo con fatti e temi delle origini come per identificare e consolidare, come era per il mondo greco, il senso dell’identità nazionale. Questa forma non differiva in niente dalla cothurnata, se non per i temi appunto: accadde che, però, venivano trattati non solo temi e fatti lontani nel tempo mitico, ma anche situazioni di attualità e il coinvolgimento politico fu il motivo per cui era sempre da temere ciò che queste rappresentazioni potevano provocare. Infine, la palliata fu la versione latina della commedia attica greca e prende il suo nome proprio dal ‘pallium’, la mantellina squadrata più ridotta della toga che portavano i personaggi maschili della commedia attica: questa era in tutto ambientata nel mondo greco, i personaggi si muovevano in contesto e col costume greci e ciò garantiva una notevole libertà agli autori. I personaggi non avevano nomi celebri come quelli tragici e non erano collocanti nell’aura mitica, ma erano personaggi comuni che si muovevano e appartenevano alla realtà quotidiana: liberi e schiavi, padri e figli, ruffiani e sicofanti, ancelle e meretrici, ecc. Questo decentramento dagli abiti e dall’ambiente latino ebbero come conseguenza lo sviluppo più libero di azioni che sarebbero apparse scandalose se inserite nel contesto romano, come la più tipica situazione del servo furbo che riesce a ingannare il padrone, famosa in Plauto. A testimonianza di ciò il fatto che la ‘fabula togata’, la palliata in costume romano, la libertà espressiva era molto coartata. Rispetto alla commedia attica presa a modello, quella del IV sec. nella quale erano stati aboliti i cori e musica e canto avevano un ruolo sempre più marginale e distaccato dall’azione, i latini arricchirono la polimetria della fabula.
Le differenze di contesto e ambiente storico con la Grecia danno ragione della maggiore tipicità e realisticità del teatro latino, dove anche la mimica facciale, il movimento e l’espressione degli occhi erano rilevati per lo sviluppo dell’azione comica. La maschera, che era usata nel modello attico, sembra essere una tarda acquisizione, mentre all’inizio si utilizzavano probabilmente le parrucche. “Non è escluso che la causa prima del mancato accoglimento della maschera attica (o almeno di quella comica) fosse la presenza secolare, in Roma, di farse sicuramente mascherate come l’atellana osca. Avremmo, in questo caso, un’opposizione tra l’exodium atellanicum, affidato ad attori dilettanti la cui dignità di cittadini era protetta dalla maschera, e l’impegnativa ‘fabula palliata’, affidata ad attori professionisti che non possedevano dignità di cittadini e dunque non necessitavano della protezione della maschera”.
Andronìco fu, probabilmente per la sua scarsa conoscenza del latino colloquiale, poco interessato al genere comico, tanto da non risultare mai tra gli autori più rappresentativi di esso. Le commedie che scrisse, riconducibili al genere della fabula palliata, risalgono forse alla prima fase della sua attività, quando ancora era il solo in Roma a rielaborare copioni attici. Tutte le opere sono riconducibili al filone della Commedia nuova, sviluppatasi in età ellenistica e basata sulla rappresentazione di situazioni convenzionali ma realistiche di vita quotidiana; essa risultava facilmente importabile a Roma, a differenza della commedia antica di tradizione aristofanea, basata sulla satira politica, vietata in Roma, e sui continui riferimenti a fatti d'attualità.
Riguardo alla produzione comica, quella di Gneo Nevio lo rende il più importante predecessore di Plauto in questo campo; dai frammenti a noi giunti si nota una colorita inventiva verbale. A differenza degli altri autori comici del II secolo a.C., la commedia di Nevio trattava temi più "seri" e "impegnativi", come la politica: le sue opere attaccavano personaggi politici (in particolare la potente famiglia dei Metelli). Questo fenomeno, anticonformista a Roma, ebbe però vita breve: Nevio pagò con il carcere ed il teatro comico latino fu emarginato dalla vita politica della città.
Il vero maestro delle commedie fu Tito Maccio Plauto, grazie alla grande comicità generata dall'unione di diversi fattori: un'oculata scelta del lessico, un sapiente utilizzo di espressioni e figure tratte dal quotidiano e una fantasiosa ricerca di situazioni che possano generare l'effetto comico. È grazie all'unione di queste trovate che si ha lo straordinario effetto dell'elemento comico che traspare da ogni gesto e da ogni parola dei personaggi. Questa uniforme presenza di comicità risulta più evidente in corrispondenza di situazioni ad alto contenuto comico. Infatti Plauto si serve di alcuni espedienti per ottenere maggior comicità, solitamente equivoci e scambi di persona. Plauto fa uso anche di espressioni buffe e goliardiche che i vari personaggi molto di frequente pronunciano; oppure usa riferimenti a temi consueti, luoghi comuni, anche tratti dalla vita quotidiana, come il pettegolezzo delle donne. Inoltre Plauto fa largo uso dell'elemento corporeo (vedi corpo grottesco).

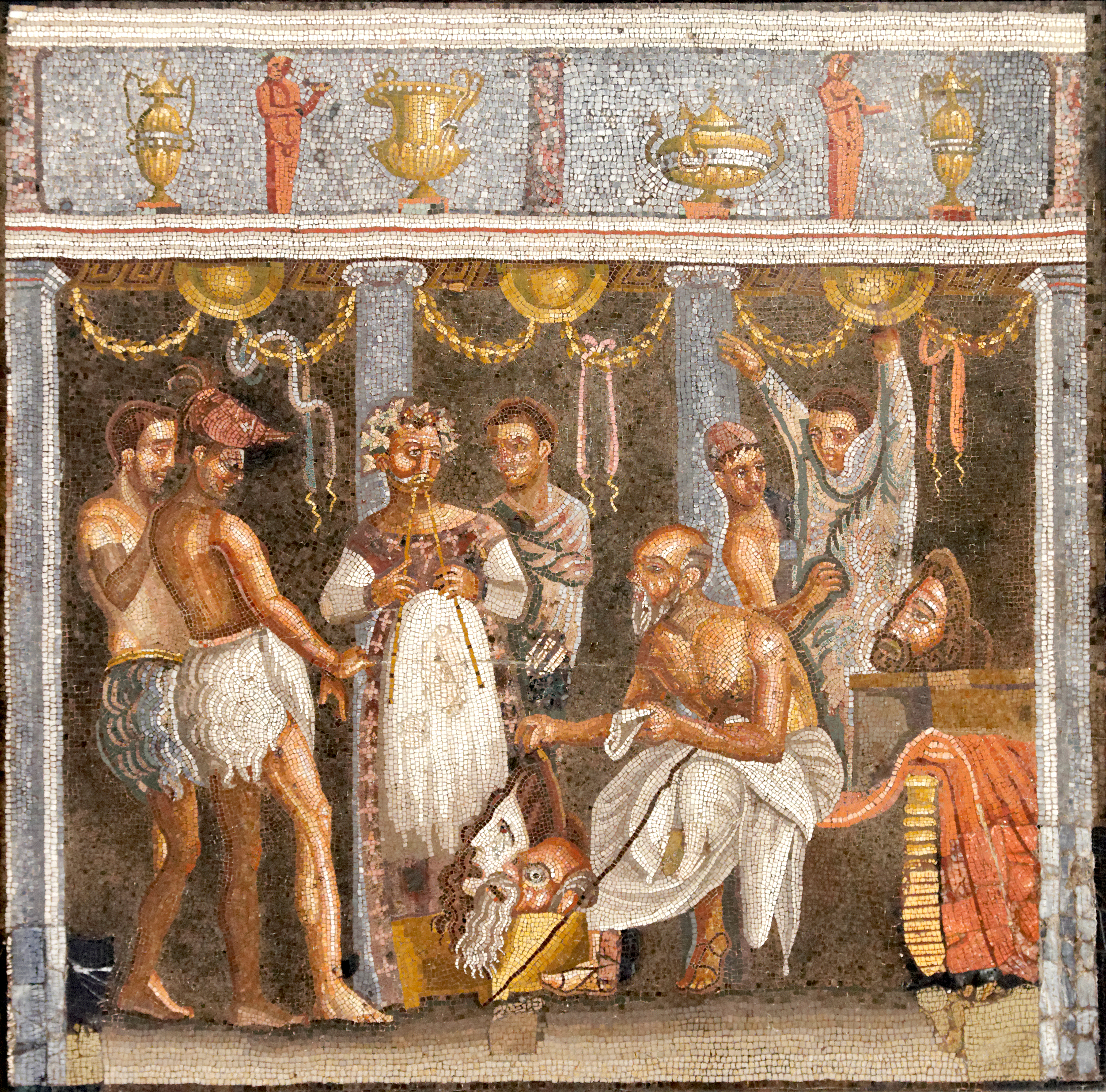
Attori si preparano alla rappresentazione scenica.

Nelle commedie di Plauto c'era quasi sempre un argumentum, cioè una sintesi della vicenda. In alcuni casi erano presenti addirittura due argumenta, e in questo caso uno dei due è acrostico (le lettere iniziali dei singoli versi formano il titolo della commedia stessa). All'inizio delle commedie vi era un prologo, in cui un personaggio della vicenda, o una divinità, o un'entità astratta personificata presentava l'argomento che si stava per rappresentare. Nella commedia plautina è, inoltre, possibile distinguere, secondo una suddivisione già antica, i diverbia e i cantica, vale a dire le parti dialogate, con più attori che interloquiscono fra di loro, e le parti cantate, per lo più monologhi, ma a volte anche dialoghi tra due o addirittura tre personaggi. Ricorreva poi spesso lo schema dell'intrigo amoroso, con un giovane (adulescens) che si innamora di una ragazza. Il suo sogno d'amore incontrava sempre dei problemi a tramutarsi in realtà a seconda della donna di cui si era innamorato: se era una cortigiana doveva trovare i soldi per sposarla, se invece era onesta l'ostacolo era di tipo familiare. Ad aiutarlo a superare le varie difficoltà vi era il servus callidus (servo scaltro) o il parassita (squattrinato che lo aiutava in cambio di cibo) che con vari inganni e trabocchetti riusciva a superare le varie difficoltà ed a far sposare i due. Le beffe organizzate dal servo sono alcuni degli elementi più significativi della comicità plautina ed il servus era una delle figure più largamente utilizzate da Plauto nelle sue commedie, trasformandolo in un autentico eroe e beniamino dell'autore oltre che dello spettatore. Infine il servo è centrale nel metateatro plautino. È infatti il personaggio che assume la veste del doppio del poeta in quanto creatore di inganni. Paradigmatico in tal senso Pseudolus. Ultimo elemento strutturale di grande importanza nelle commedie di Plauto era il riconoscimento finale (agnitio), grazie al quale vicende ingarbugliate trovano la loro fortunosa soluzione e ragazze che compaiono in scena come cortigiane o schiave recuperano la loro libertà e trovano l'amore.
Plauto aveva così stabilito degli standard che difficilmente i commediografi successivi riuscirono a raggiungere: essi, peraltro spesso in rivalità tra loro, potevano dunque o tentare di «rivaleggiare con Plauto sul suo stesso terreno», o cercare nuove strade per raggiungere il successo. In questo contesto si colloca dunque l'opera letteraria di Cecilio Stazio, che, pur cimentandosi nel genere della palliata come Plauto, vi introdusse alcune significative innovazioni.
L'opera di Cecilio determinò un significativo punto di svolta nella storia della letteratura e del teatro latino, che nel rapporto con gli originali greci vedevano uno tra i maggiori problemi letterari del tempo: in precedenza, Gneo Nevio e Plauto avevano operato sugli originali da cui traevano le loro opere con grande disinvoltura, traducendone e latinizzandone i titoli, inserendovi riferimenti all'attualità e ai costumi romani, contaminando liberamente le trame. Cecilio si fece invece artefice di una maggiore fedeltà agli originali, dei quali in molti casi non tradusse i titoli, a testimonianza della sempre maggiore ellenizzazione della cultura romana. Dalla testimonianza poi di Marco Terenzio Varrone, che assegnò a Cecilio la palma in argumentis, ovvero per le trame, risulta inoltre probabile che il commediografo non facesse uso del procedimento, comune a molti dei suoi contemporanei, della contaminatio, il quale arricchiva la commedia e permetteva di presentare un maggior numero di situazioni farsesche, ma contribuiva contemporaneamente a indebolire le trame. A livello metrico, Cecilio predilesse l'uso del senario giambico, già particolarmente diffuso nelle opere dei drammaturghi a lui precedenti, e del settenario trocaico; si registra tuttavia, nella sua opera, la presenza di parti cantate, i cantica, polimetriche e dal ritmo vivace, affini ai cantica già adoperati da Plauto. A livello retorico, abbondano le figure di suono, tipiche della prosa sacrale romana e di tutta la letteratura arcaica latina, quali l'allitterazione e l'omoteleuto; nei frammenti è attestata inoltre la presenza di figure etimologiche e accumulazioni sinonimiche. A livello stilistico, dunque, l'opera di Cecilio trasse ispirazione da quella di Plauto: abbondano infatti situazioni farsesche e battute di spirito salaci e talvolta grossolane e volgari.
Con Publio Terenzio Afro, a partire dal 166 a.C., il pubblico ideale risulta più colto di quello di Plauto, infatti in alcune commedie si trovano alcuni argomenti socio-culturali del Circolo degli Scipioni, di cui faceva parte. Inoltre, contrariamente alla commedia plautina, denominata motoria per la loro eccessiva spettacolarizzazione, straniamento e presenza di cantica, l'opera di Terenzio è definita stataria, perché sono relativamente serie, non comprendono momenti di metateatro né cantica. Data la maggiore raffinatezza delle sue opere, si può dire che con Terenzio il pubblico semplice si allontana dal teatro, cosa che non era mai successa prima di allora. Altra differenza tra Plauto e Terenzio, è la cura per gli intrecci di quest'ultimo, più coerenti e meno complessi rispetto a quelli delle commedie plautine, ma anche più coinvolgenti in quanto Terenzio, al contrario di Plauto, non utilizza un prologo espositivo (contenente gli antefatti e un'anticipazione della trama). Particolarmente importante in Terenzio è anche il messaggio morale sotteso a tutta la sua opera, volta a sottolineare la filantropia (in latino humanitas), cioè il rispetto che ogni uomo deve avere nei confronti di ogni altro essere umano, nella consapevolezza dei limiti di ciascuno, ben sintetizzato dalla sua frase più famosa:
(Heaut., 77)

#### Tragedia

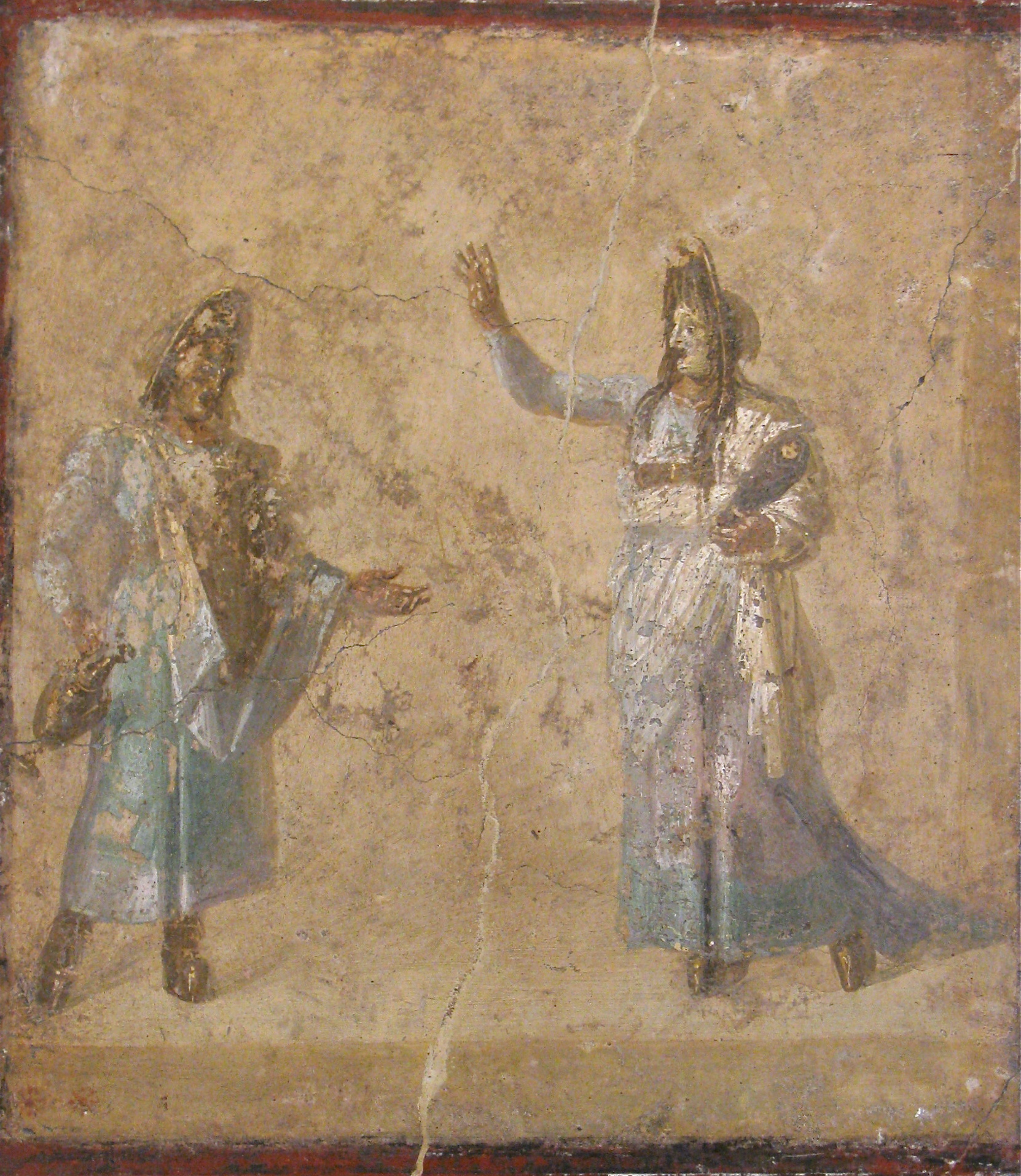
Rappresentazione di una tragedia da Pompei (Casa dei Dioscuri), oggi conservata presso il Museo archeologico nazionale di Napoli.

La produzione teatrale cominciò con Livio Andronico, il quale spostò l'attenzione dei Romani dalle opere comiche pre-letterarie al genere tragico: Andronìco, con il quale si suole far iniziare l'età arcaica della letteratura latina, fu il primo autore, seppur di origine greca, a comporre un dramma teatrale in latino, rappresentato nel 240 a.C. ai ludi scaenici organizzati per la vittoria romana nella prima guerra punica. Di tale opera non si conserva alcun frammento, e non è neppure possibile determinare se si trattasse di una commedia o di una tragedia, comunque con ambientazione greca (cothurnata se tragedia o palliata se commedia). Rispetto ai canoni del teatro greco, Andronìco privilegiò l'elemento musicale, che era particolarmente importante nel teatro preletterario italico, ma limitò notevolmente il ruolo del coro, che svolgeva in Grecia una fondamentale funzione paideutica, relegandolo ad alcuni brevi interventi. Fu dunque necessario sviluppare i cantica, canti di movimento lirico in metri di derivazione greca, cui si alternavano i diverbia, versi recitati senz'alcun accompagnamento musicale; a essi si affiancava il "recitativo", in cui gli attori conferivano una particolare accentazione musicale ai versi con l'accompagnamento del flauto.
L'innovazione che Gneo Nevio portò nella letteratura latina fu l'introduzione della praetexta, tragedia ambientata a Roma (anziché in Grecia). Ne conosciamo due titoli: Romulus (o Lupus) e Clastidium. In Romulus si parla della vicenda di Romolo e Remo; Clastidium narra della battaglia di Clastidium del 222 a.C. vinta da Marcello contro i Galli, vittoria che permise ai romani di conquistare la Gallia Cisalpina.
Nevio scrisse anche sei tragedie non praetextae. Di queste, la tragedia meglio conosciuta è il Lycurgus di cui ci restano 24 frammenti. Nel Lycurgus la storia ruota attorno al re di Tracia Licurgo (da non confondere con il mitico legislatore spartano) che cacciò dalla sua terra il Dio Bacco e le Baccanti, provocando l'ira funesta del dio del vino che si vendicò uccidendo il re e incendiando la sua reggia. Il tema era attuale a Roma: il culto di Dioniso (Bacco per i Romani) che era stato introdotto a Roma, negli ultimi decenni del III secolo a.C. aveva assunto connotati da rito propiziatorio e orgiastico, vietati però da una sentenza del senato romano (senatus consultum de Bacchanalibus del 186 a.C.).
Sembra però che fu Marco Pacuvio, il primo tra gli autori di lingua latina a specializzarsi in quello della tragedia.

### Satira
La satira è l'unico genere della poesia latina che non ha un diretto corrispondente nel mondo greco. Se da un lato, infatti, vi è un certo sentimento di fierezza da parte dei Romani nei confronti della satira, si veda a tal proposito la celeberrima esclamazione del retore Quintiliano,
(Quintiliano, Institutio oratoria, X, 1, 93.)
dall'altro si genera una certa perplessità sulla natura del genere stesso. Diomede cercò di affrontare il problema e ne diede tale soluzione:
(Diomede Grammatico, Grammatici Latini, I, 485.)
All'interno del genere satirico vengono ben distinte due fasi, quella rappresentata da Ennio e Pacuvio, fatta da uno stile con metri e componimenti di vario genere, e quella rappresentata da Lucilio, Orazio e Persio, successivo anche a livello temporale, la cui caratteristica è quella di uno stile che tende, a volte anche eccessivamente, al moralismo di natura provinciale.
E se Quinto Ennio sembra abbia introdotto per primo a Roma la satia, attraverso le sue Saturae, più tardi seguito anche dal nipote Pacuvio, fu Gaio Lucilio ad essere considerato il vero iniziatore e "maestro" di questo genere letterario, come gli fu riconosciuto da Orazio.
Dalle dubbie testimonianze dei grammatici tardi Diomede e Pomponio Porfirione, di dubbia validità, si evince che Pacuvio sarebbe stato l'autore di Saturae, affini a quelle di Ennio, che avrebbero però riscosso scarso successo e avrebbero dunque acquisito importanza marginale. Il carattere principale di questa prima fase "arcaica" risiede nella varietà della tematica: si passava, infatti, da argomenti seri ad altri del tutto scherzosi, con estrema facilità.

### Storiografia
L'iniziatore più conosciuto della storiografia romana, all'inizio del II secolo a.C. fu Quinto Fabio Pittore, noto anche come il "Fondatore della Storiografia" a Roma, scritta però in greco. Prima della seconda guerra punica, non dovette forse esistere a Roma una storiografia: essa nacque probabilmente solo nel clima di fioritura letteraria seguito alla vittoriosa conclusione del conflitto, favorita dal bisogno di celebrare quell'importante evento in un'ottica interpretativa più consona alla posizione e al prestigio di Roma, accresciutisi rispetto al secolo precedente.
Quasi contemporaneo di Pittore era Marco Porcio Catone, anch'egli accreditato come l'iniziatore della storiografia. Egli fu però il primo, a differenza di Pittore a scrivere in latino la sua opera denominata Origines, impegnativa per concezione e ampiezza di respiro: essa fu da lui intesa come un mezzo per insegnare ai romani cosa significasse essere romano, ridimensionando o neutralizzando l'influenza culturale greca, da lui considerata pericolosa per l'integrità morale di Roma. Altra sua preoccupazione fu quella di sterilizzare il peso e il fascino di personalità di spicco, come Scipione l'Africano, i cui nomi egli si risolse addirittura a rimuovere completamente dalla narrazione: un espediente singolare che, dopo di lui, non avrà però alcun seguito. La sua visione – in termini moderni definibile come d'impronta «storicista» – tendeva ad oscurare l'importanza delle figure individuali: l'ascesa di Roma, e il prestigio raggiunto dalle sue istituzioni politiche e militari, erano da attribuire esclusivamente alla dedizione alla res publica e all'impegno profuso, nel lungo corso della storia, da generazioni di cittadini romani.
Come Quinto Fabio Pittore, anche Catone il censore scrisse a partire dalla fondazione della città, dove la storia primitiva era ricolma di leggende che ne celebravano le virtù romane. La sua opera Origines parla anche di come non solo Roma, ma anche le altre città italiane fossero venerabili, e di come i Romani fossero davvero superiori ai Greci.
Vale comunque la pena ricordare Polibio (206 a.C. – 124 a.C.), greco eminente che credeva fermamente nella Lega achea. Dopo essere stato catturato dai romani e condotto a Roma, Polibio s'incaricò di documentare la storia di Roma per spiegare le tradizioni romane ai suoi connazionali. Voleva convincerli ad accettare la dominazione di Roma come una verità universale. Del suo lavoro principale, le Storie, ci sono pervenuti i primi cinque libri e lunghi frammenti ed epitomi del resto. Egli fu il primo storico pragmatico. Le sue storie hanno un ethos aristocratico e rivelano le sue opinioni sull'onore, la ricchezza e la guerra.

## Autori per sub-periodo

### Dopo la prima guerra punica (241-202 a.C.)

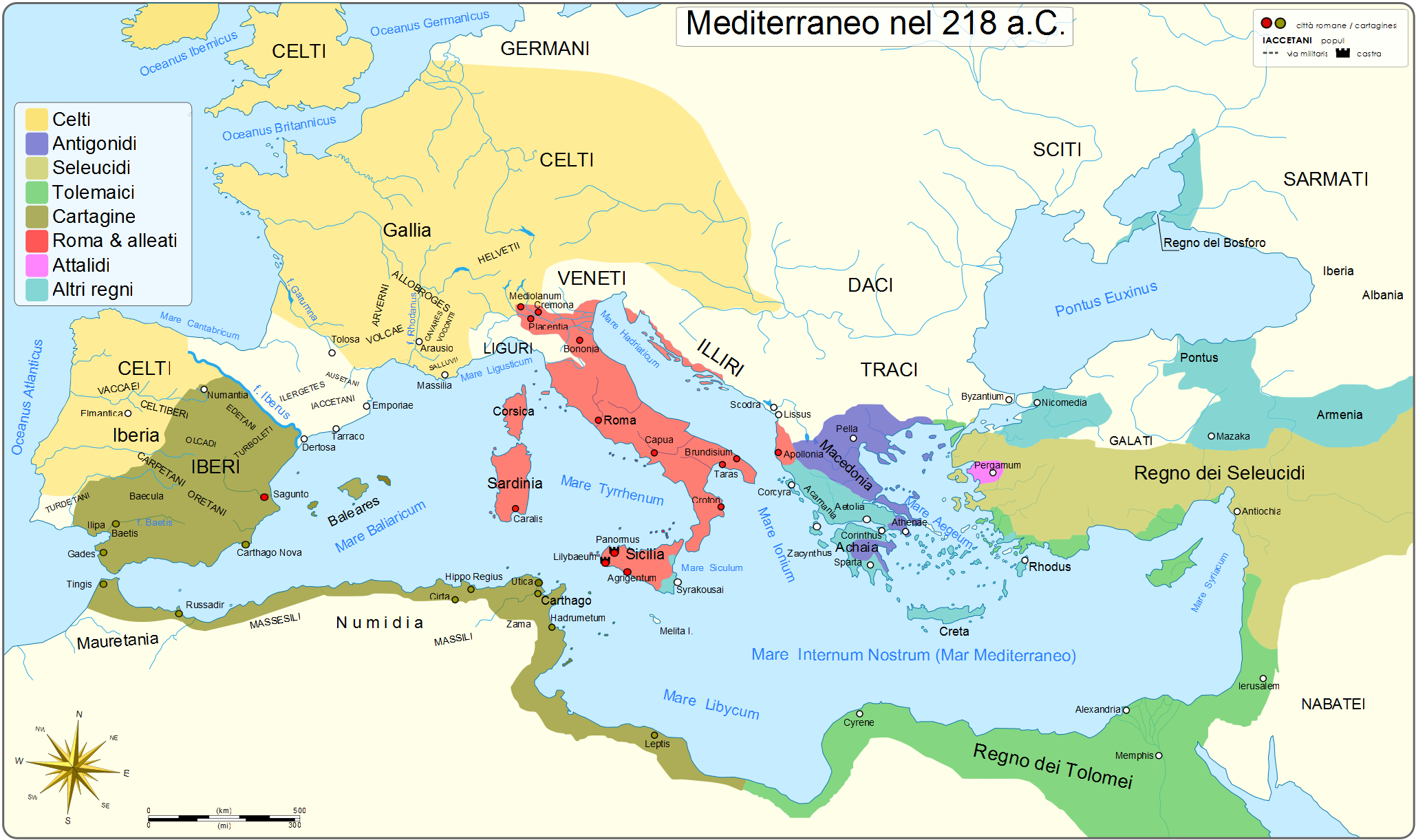
Scenario geopolitico dell'intero bacino del Mediterraneo negli anni precedenti la fine della prima guerra punica.

Terminate le guerre contro Pirro e le colonie greche dell'Italia meridionale, Roma aveva ormai ottenuto il controllo della penisola italiana, dagli Appennini settentrionali fino alla Puglia e alla Calabria. La Sardegna e Corsica erano sotto il controllo dei Cartaginesi, che controllavano anche la parte occidentale della Sicilia, mentre quella orientale era sotto il controllo di Siracusa.
Fino a questo momento Roma e Cartagine non si erano mai scontrate, al contrario avevano più volte rinnovato dei trattati di amicizia ed alleanza tra loro, che definivano le rispettive zone di influenza. Questo stato di cose cambiò quando Roma, padrona della penisola italica, iniziò a pensare di estendere la sua influenza anche sulla Sicilia, che rappresentava il principale e più vicino "granaio" da cui Roma si poteva approvvigionare per le sue crescenti esigenze.
L'occasione di intervenire negli affari siciliani fu data ai Romani dalla richiesta di aiuto fatta dai Mamertini, che governavano su Messina e che erano posti sotto assedio dai siracusani. I Cartaginesi interpretarono questo intervento come una violazione dei trattati esistenti e dichiararono guerra a Roma, dando inizio alla prima guerra punica. Dopo quasi venticinque anni di guerra, Roma ottenne una vittoria navale risolutiva nel 241 a.C. presso le isole Egadi. Sottratto quindi al nemico il predominio sul mare, i Romani poterono concludere anche le operazioni terrestri, sottomettendo la Sicilia e costringendo Cartagine alla resa.
Cartagine fu, così, costretta a versare a Roma enormi somme (3.200 talenti euboici in 10 anni) quale risarcimento per la fine della guerra, oltre alla restituzione totale di tutti i prigionieri di guerra senza riscatto. La ricca Sicilia passava così sotto il controllo di Roma (con il divieto per Cartagine di portare la guerra a Gerone II di Siracusa) e, nell'impossibilità di pagare i mercenari libici e numidi che utilizzava, dovette subire una sanguinosa rivolta che richiese 3 anni di sforzi ed efferatezze per essere domata. Approfittando di questa rivolta Roma occupò anche la Sardegna (238 a.C.) e la Corsica (237 a.C.) trasformando questi territori in provincia romana. Per Roma, la fine della prima guerra punica segnò, pertanto, l'inizio dell'espansione fuori della penisola italica e la conseguente esaltazione della potenza militare romana nella cultura del momento.

#### Livio Andronico

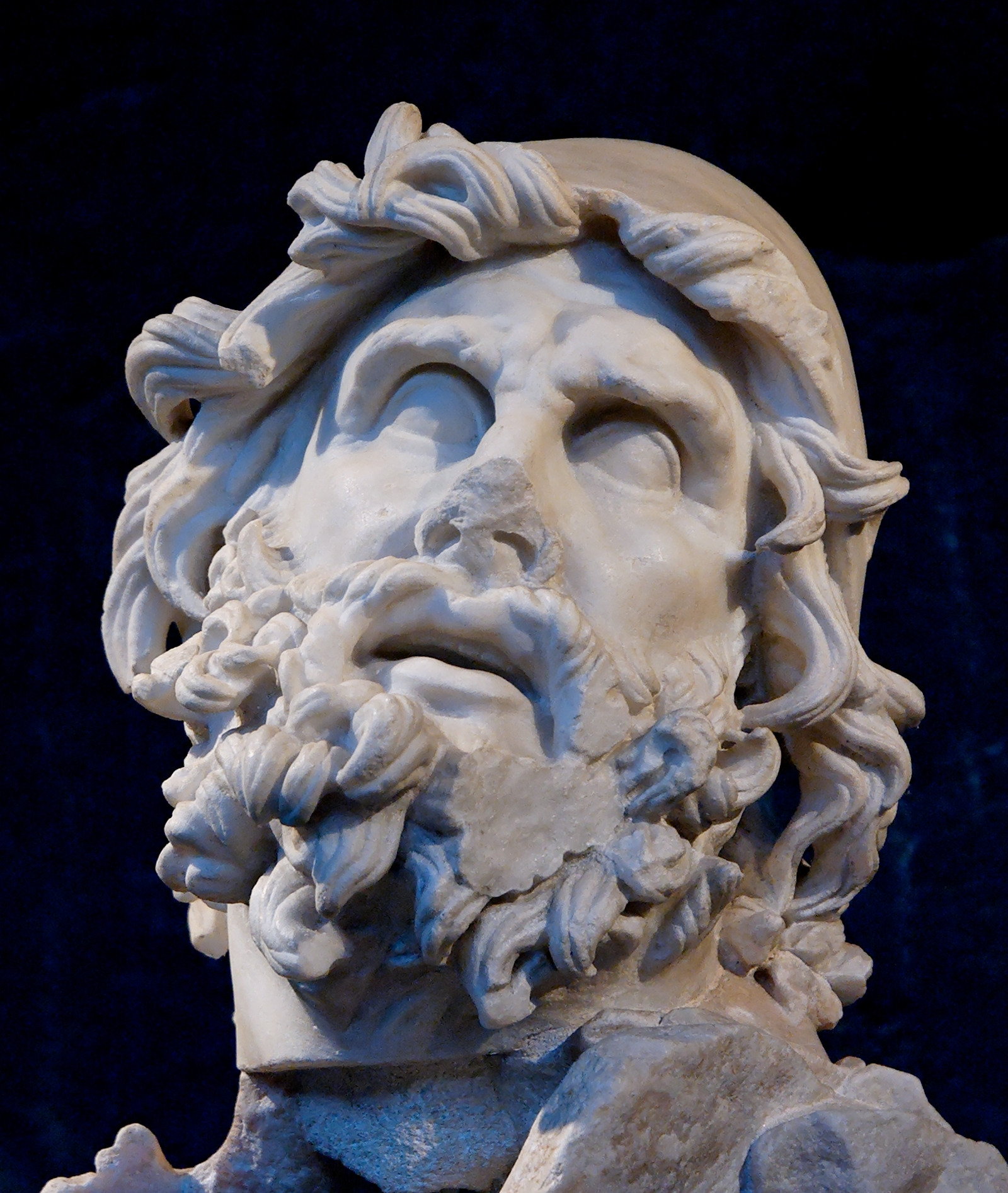
Statua in marmo raffigurante Odisseo rinvenuta nella villa di Tiberio a Sperlonga (Sperlonga, Museo Archeologico Nazionale), che ispirò Andronico nella sua opera più importante dell'Odusia.

Di nascita e cultura greca, egli fece rappresentare a Roma nel 240 a.C. un dramma teatrale che è tradizionalmente considerato la prima opera letteraria scritta in lingua latina. Ad Andronìco fu affidato, probabilmente dagli edili curuli, l'incarico di comporre un'opera teatrale che fu rappresentata in occasione dei ludi scaenici che si tennero in occasione della vittoria di Roma su Cartagine nella prima guerra punica; risulta probabile che si sia trattato di un'opera tradotta da un originale greco, ma non è possibile determinare se una tragedia o una commedia. In seguito, Andronìco continuò a riscuotere un notevole successo, scrivendo drammi teatrali dei quali, come divenne grazie al suo stesso esempio consuetudine per gli autori contemporanei, fu anche attore:
(Tito Livio, Ab Urbe condita libri, VII, 2, 8-9.)
Le numerose altre opere dallo stesso composte furono probabilmente tradotte da Eschilo, Sofocle ed Euripide. Con l'intento di avvicinare i giovani romani allo studio della letteratura, tradusse in versi saturni l'Odissea di Omero. Gli scarsi frammenti rimasti della sua opera permettono di rilevarne l'influenza dalla coeva letteratura ellenistica alessandrina, e una particolare predilezione per gli effetti di pathos e i preziosismi stilistici, successivamente codificati nella lingua letteraria latina. Anche se la sua Odusia rimase a lungo in uso come testo scolastico, la sua opera fu considerata in età classica come eccessivamente primitiva e di scarso valore, tanto da essere generalmente disprezzata.

#### Gneo Nevio
Nacque tra il 275 e il 270 a.C. in Campania, probabilmente a Capua, che dalla fine delle guerre sannitiche godeva della cittadinanza romana senza diritto di voto (civitas sine suffragio). Altre fonti individuano la sua nascita nell'antica città di Atella, provenendo dunque da una terra di cultura greca e latina assieme; era di stirpe italica e libero, a differenza del contemporaneo Livio Andronico, schiavo di origine greca. Militò nelle file dell'esercito romano durante la prima guerra punica (264-241). Terminata la guerra, Nevio visse a Roma lavorando come poeta: fece rappresentare la sua prima opera drammatica nel 235 a.C. Si configura come un poeta indipendente, che, tramite le sue opere, seppe manifestare pubblicamente la sua opposizione alla classe dominante. È infatti rimasto noto il suo scambio di invettive (altercatio) con la potente famiglia dei Metelli.
In ottemperanza alla legge delle XII tavole che puniva i mala carmina, nel 206 a.C. Nevio fu imprigionato in Roma, dove, dal carcere, scrisse due commedie con le quali faceva ammenda delle offese recate; fu dunque liberato grazie all'intervento dei tribuni della plebe, e la sua pena fu commutata in una condanna all'esilio: Nevio morì infatti a Utica attorno al 201 a.C.

#### Quinto Fabio Pittore
Negli stessi anni in cui il plebeo Nevio risolveva la materia storica nell'epos poetico del suo Bellum Poenicum, l'aristocratico Quinto Fabio Pittore si assumeva il compito di scrivere in prosa una storia di Roma in greco, anziché in latino. L'opera, conosciuta come Annales o Rerum gestarum libri, era nota anche in versione latina, probabile frutto di una traduzione fatta in seguito da altri. La scelta di scrivere nella koiné greca, la lingua franca del Mar Mediterraneo, nasceva dal bisogno di rivolgersi ad un pubblico più ampio e poter così più efficacemente contraddire altri autori, come Timeo, che a sua volta aveva scritto, ma con accento sfavorevole, una storia di Roma fino alla Seconda Guerra Punica; o come Filino di Agrigento, allievo di Timeo, la cui storia delle guerre puniche rifletteva un'impostazione filocartaginese. Pertanto, e in difesa dello Stato romano, Quinto Fabio Pittore scrisse in greco, usando la cronologia greca basata sulle celebrazioni olimpiche e con accorgimenti e procedimenti dello stile espositivo ellenistico: il suo atteggiamento che egli poneva nel vaglio e nell'utilizzo dei materiali storici – Annales pontificum, fonti greche e, soprattutto, locali – era moderno, informato com'era ai criteri appresi dalla storiografia ellenistica. Da quella tradizione, ad esempio, egli riceveva l'interesse per l'analisi eziologica delle vicende storiche, da un punto di vista sia politico che psicologico; l'accuratezza nell'esposizione di dati e notizie sugli spiegamenti di forze; l'attenzione agli aspetti cultuali e cerimoniali, e alla ricerca sulle loro origini, a cui egli si applicava con diligente sensibilità erudita e antiquaria.
Lo stile di Quinto Fabio Pittore nello scrivere la storia difendendo lo Stato romano e le sue azioni, ed usando in modo massiccio la propaganda – cosa che gli valse il rimprovero di Polibio per il trattamento riservato alla prima guerra punica – divenne alla fine una cifra distintiva della storiografia romana. Ma l'afflato patriottico e l'inclinazione apologetica della sua opera, non vanno intesi come una cosciente e deliberata tendenziosità: egli sembra piuttosto aver applicato, con serietà d'intenti, un metodo storiografico corretto ad un repertorio documentale e testimoniale di impronta e provenienza prevalentemente romana.
Altra caratteristica, destinata a divenire paradigmatica, fu la sua scelta di porre particolare enfasi, ancor maggiore rispetto al modello greco, sugli avvenimenti meno remoti: un'esigenza metodologica dettata non solo dalla maggiore disponibilità di documentazione più vicina, ma anche dall'inclinazione prevalente del pubblico romano, più interessato alla concretezza dell'attualità rispetto ai trascorsi meno recenti della storia romana, dai contorni spesso mitici e leggendari. A tali aspetti, peraltro, come ci informa Plutarco, lo stesso Fabio Pittore non si sottraeva quando, nel narrare la più remota età delle origini, si diffondeva con ampiezza espositiva, dovizia di dettagli e stile drammatico e fantastico. Fabio Pittore, nel dare inizio alla tradizione storiografica romana, fu probabilmente, per quanto ne sappiamo, anche il precursore della letteratura in prosa con pretese artistiche.

#### Tito Maccio Plauto

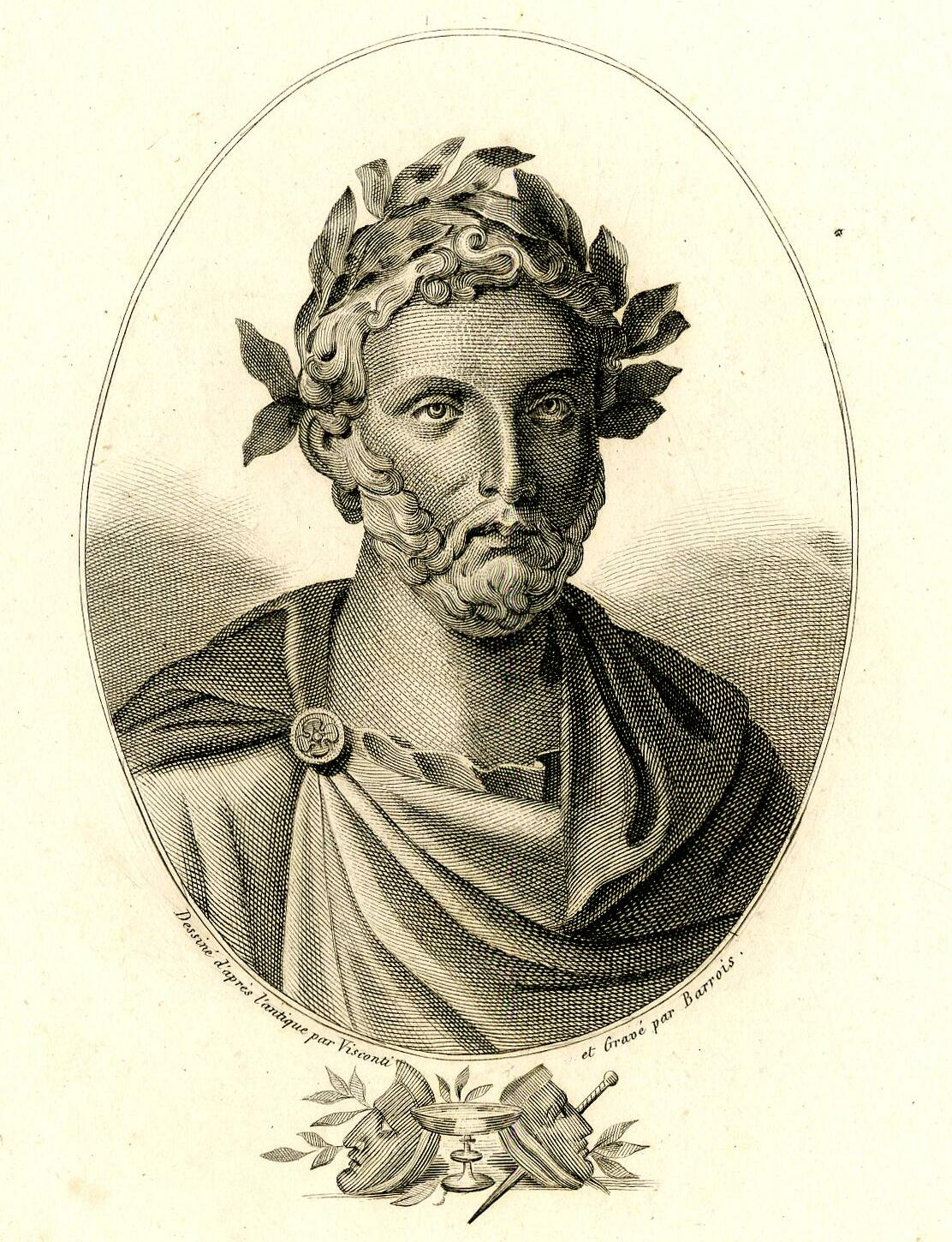
Ritratto di Tito Maccio Plauto.

Nato a Sarsina tra il 255 ed il 250 a.C. visse fino al 184 a.C.. Fu autore di enorme successo, immediato e postumo, e di grande prolificità. Inoltre il mondo della scena, per sua natura, conosce rifacimenti, interpolazioni, opere spurie. Sembra che nel corso del II secolo circolassero qualcosa come centotrenta commedie legate al nome di Plauto: non sappiamo però quante fossero autentiche, ma la cosa era oggetto di viva discussione.
La fase critica nella trasmissione del corpus dell'opera plautina fu segnata dall'intervento di Varrone, il quale, nel De comoediis Plautinis, ritagliò nell'imponente corpus un certo numero di commedie (ventuno, quelle giunte sino a noi) sulla cui autenticità c'era generale consenso. Queste erano opere da Varrone accettate come totalmente e sicuramente appartenenti all'autore. Per unanime riconoscimento, la grande forza di Plauto sta nella vis comica che nasceva degli intrecci, nelle loro più elementari linee costruttive, e dalla creatività verbale che ogni nuova situazione sa sprigionare. Tutte queste commedie sono state oggetto di studio e furono catalogate in sette gruppi:
- dei Simillimi (o dei Sosia): riguarda lo scambio di persona, dello specchio e del doppio;
- dell'Agnizione: alla fine di questo tipo di commedie avviene un riconoscimento improvviso ed imprevedibile dell'identità di un personaggio;
- della beffa: in questo tipo sono organizzati scherzi e beffe, bonari o meno;
- del romanzesco: dove compaiono i temi dell'avventura e del viaggio;
- della caricatura (o dei Caratteri): contenenti una rappresentazione iperbolica, esagerata di un personaggio;
- composita: che racchiude al suo interno uno o più elementi delle sopraccitate tipologie;
- del servus callidus: il servo, intelligente e scaltro, aiuta il padrone ad ottenere un oggetto desiderato o una donna (spesso e volentieri raggirando il vecchio padre o il lenone).

#### Lucio Cincio Alimento
Lucio Cincio Alimento, di origine plebea, combatté durante la seconda guerra punica come pretore (210 a.C.) e fu preso prigioniero dai Cartaginesi, avendo l'occasione di conoscere personalmente Annibale. Tornato a Roma dopo la prigionia nelle mani dei Cartaginesi, scrisse in greco gli Annales, con l'intento di celebrare la grandezza di Roma, opera che narrava le leggendarie origini della città di Roma (secondo il quale la sua fondazione sarebbe da datarsi al 729 a.C.), fino a giungere al periodo annibalico. La sua opera, nonostante la ricchezza di contenuto, a cui gli antichi annettevano doti di onestà e diligenza, non riscosse però grande successo, forse a causa dell'opera del contemporaneo Quinto Fabio Pittore ed anche a causa dell'atteggiamento della classe dirigente, scarsamente interessata ad un'esposizione proveniente da un plebeo.

### Dopo la seconda guerra punica oannibalica(201-168 a.C.)

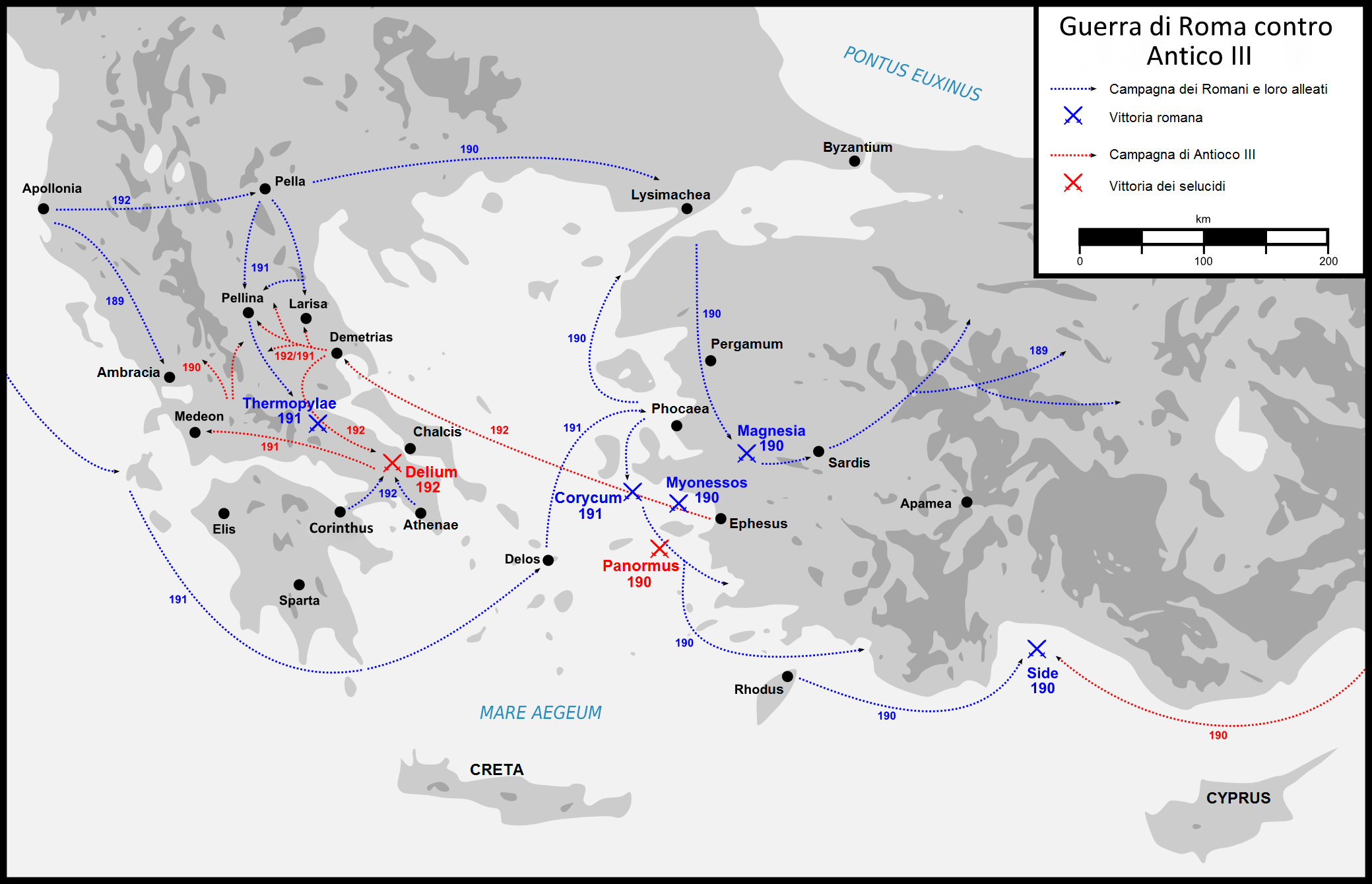
Mappa degli scontri tra Romani e Antioco III degli anni 192-189 a.C.. Roma si scontrava ora con il mondo ellenico del Mediterraneo orientale.

Per più di un osservatore la seconda guerra punica può essere considerata il primo conflitto mondiale della storia, almeno per quanto riguarda l'area del Mediterraneo (il "mondo" allora conosciuto). Oltre a Roma e Cartagine, furono infatti coinvolti nella guerra Celti, Galli, Etruschi, i popoli iberici, il Liguri, i Numidi, il Regno Macedone e la simmachia greca, la Lega achea, la Lega etolica, e durante il conflitto saranno attivi contemporaneamente più fronti anche molto distanti fra loro, con un impiego di mezzi e uomini enorme, se rapportato alle popolazioni dell'epoca.
Seppure alla fine vincitrice, Roma pagò comunque a caro prezzo il lungo conflitto contro Annibale. I Romani vissero per anni nell'incubo di una guerra interminabile e di un nemico alle porte che sembrava inafferrabile, sviluppando più che mai un importante senso nazionalista. Lo sforzo bellico era stato, infatti, pesantissimo, sul piano economico e civile: per anni intere regioni italiche furono saccheggiate e devastate dalle continue operazioni militari, con danni enormi per l'agricoltura e per i commerci, che a lungo restarono bloccati, per la pressione di Galli a nord e la presenza di Annibale a sud. Tutto ciò senza contare il pesantissimo bilancio in termini di vite umane. Nei 17 anni di guerra morirono circa 300.000 italici su una popolazione che, dopo la secessione delle regioni meridionali, era di soli 4 milioni di abitanti circa, mentre il potenziale umano mobilitato da Roma per la guerra raggiungerà in alcuni anni il 10% della popolazione, senza scendere mai sotto al 6-7%, tutte cifre che si avvicinano molto, in termini percentuali, a quelle registrate durante la prima guerra mondiale.
Tuttavia, nonostante i gravi sacrifici sopportati, la guerra punica rappresenterà una svolta decisiva per le future fortune di Roma. Innanzi tutto in termini di espansione territoriale, poiché al termine della guerra Roma prenderà il totale controllo dell'intera penisola italica, aggiungendo anche la Sardegna e la Corsica, l'intera Sicilia compresa la città di Siracusa, oltre alla costa meridionale della penisola Iberica, estendendo la sua influenza sulle coste africane cartaginesi e numidi, oltre che sull'area dell'Egeo. Si realizzava, quindi, un controllo di tutto il bacino occidentale del Mediterraneo (e di lì a poco, anche della zona greca, nel bacino orientale) che porrà le basi per il futuro impero. In termini culturali, la guerra, che aveva condotto a termine l'occupazione romana di tutte le città della Magna Grecia e della Sicilia, diede un ulteriore slancio allo sviluppo di creazioni letterarie filoelleniche.

#### Ennio

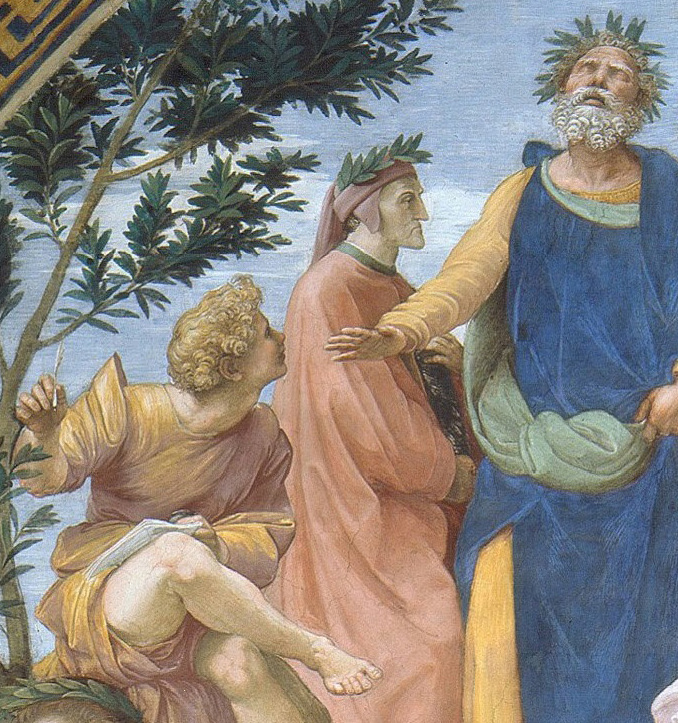
Ennio, immaginato da Raffaello nelle Stanze Vaticane.

Quinto Ennio nacque nel 239 a.C. a Rudiae, città dell'antica Calabria, in cui allora convivevano tre culture: quella greca che aveva come centro maggiore Taranto, quella dei centri minori indigeni e quella dell'occupante romano. Aulo Gellio testimonia infatti che Ennio era solito dire di possedere "tre anime" (tria corda), perché "sapeva parlare in greco, in latino e in osco. Munito di "tre anime", Ennio si trovava dunque nella condizione migliore per divenire (come di fatto divenne) operatore di mediazioni culturali.
Durante la seconda guerra punica militò in Sardegna e nel 204 vi conobbe Catone il Censore, che lo portò con sé a Roma. Giunto nella capitale, ottenne la protezione di illustri uomini politici come Scipione l'Africano e poco tempo dopo entrò in contatto con altri aristocratici della cerchia degli Scipioni, filelleni. Più tardi ottenne la cittadinanza romana, grazie all'influenza degli Scipioni.
Compose gli Annales, la sua opera più nota, quando era ormai anziano. Grazie a questo poema epico fu da allora considerato il poeta nazionale del popolo romano, onore che fu poi concesso anche a Virgilio, autore dell'Eneide; iniziò allora a parlare e a scrivere con il pluralis maiestatis.
Sperimentò numerosi generi letterari, molti dei quali a Roma erano poco conosciuti o del tutto sconosciuti, tanto da essere stato definito come il vero padre della Letteratura latina. La lingua e lo stile divenivano per lui molto duttili, utilizzando il poeta, con grande perizia, sia tonalità auliche, decisamente raffinate come Omero, sia forme più piane e colloquiali.
Eccelse nella tragedia, riprendendo i temi toccati da Euripide e da Omero, specialmente dell'Iliade, e nella commedia, imitando un po' lo stile del contemporaneo Plauto. Della maggior parte di queste sue opere rimangono solo pochi frammenti. Morì a Roma nel 169 a.C.

#### Marco Porcio Catone

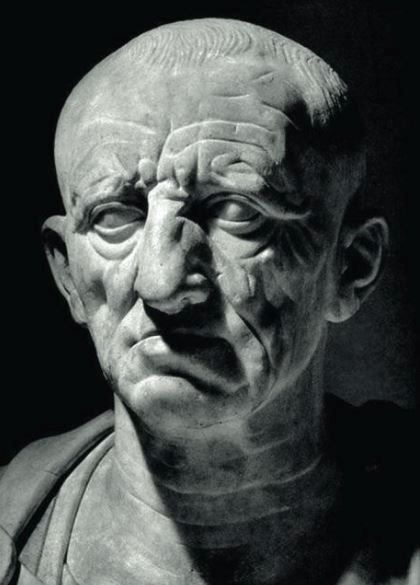
Busto di Marco Porcio Catone in età avanzata.

Marco Porcio Catone nacque nel 234 a.C. a Tusculum, in un'antica famiglia plebea. Fu allevato, secondo la tradizione latina, perché divenisse agricoltore, attività alla quale egli si dedicò costantemente quando non fu impegnato nel servizio militare. Ma, avendo attirato l'attenzione di Lucio Valerio Flacco, fu condotto a Roma, divenendo successivamente questore (204 a.C.), edile (199 a.C.), pretore (198 a.C.) e console nel 195 a.C. percorrendo tutte le tappe del "cursus honorum" assieme al suo vecchio protettore. Poi nel 184 a.C. divenne infine censore.
Porcio Catone si oppose al diffondersi della cultura ellenistica, che egli riteneva minacciasse di distruggere la sobrietà dei costumi del vero romano, sostituendo l'idea di collettività con l'esaltazione del singolo individuo. Fu nell'esercizio della carica di censore che questa sua determinazione fu più duramente esibita, e il motivo dal quale gli derivò il suo celebre soprannome. Fu assai disgustato, assieme a molti altri dei romani più conservatori, alla diffusione dei riti misterici dei Baccanali, che egli attribuì all'influenza negativa dei costumi greci; e perciò sollecitò con veemenza l'espulsione dei filosofi greci (Carneade, Diogene lo Stoico e Critolao), che erano giunti come ambasciatori da Atene, sulla base della pericolosa influenza che avevano le idee diffuse da questi. Revisionò, infine, con inflessibile severità la lista dei senatori e degli equites, cacciando tutti coloro che riteneva indegni, sia per quanto riguardava la moralità, sia per la mancanza dei requisiti economici adeguati.
Catone divenne, pertanto, tra le principali personalità della letteratura latina arcaica: egli fu infatti oratore, storiografo e trattatista. Fu autore di una vasta raccolta di manuali tecnico-pratici, con i quali intendeva difendere i valori tradizionali del mos maiorum contro le tendenze ellenizzanti dell'aristocrazia legata al circolo degli Scipioni. Affrontò inoltre la tematica dei valori tradizionali romani anche in un Carmen de moribus di cui sono ad oggi pervenuti pochissimi frammenti. Fin dalla giovinezza si dedicò, inoltre, all'attività oratoria: pronunciò in tutta la sua vita oltre centocinquanta orazioni, ma sono attualmente conservati frammenti di varia estensione riconducibili a circa ottanta orazioni diverse. Si distinguono tra esse orationes deliberativae, ovvero discorsi pronunciati in senato a favore o contro una proposta di legge, e orationes iudiciales, discorsi giudiziari di accusa o difesa.
Fu inoltre autore nella vecchiaia della prima opera storiografica in lingua latina, le Origines, il cui argomento era la storia romana dalla leggendaria fondazione fino al II secolo a.C. Dell'opera, pur significativa dal punto di vista ideologico, si conservano scarsi frammenti. L'opera letteraria di Porcio Catone, in particolare quella storica e oratoria, fu elogiata da Cicerone, che lo definì il primo grande oratore romano, e il più degno d'essere letto.

#### Cecilio Stazio
Nato nel 230 a.C. nel territorio dei galli Insubri (probabilmente a Mediolanum). Primo autore della letteratura latina di origine gallica, si specializzò, come il contemporaneo Tito Maccio Plauto prima di lui, nella composizione di palliate, ovvero commedie di ambientazione greca. Accolte inizialmente con freddezza, le sue opere furono poi portate al successo dall'impresario teatrale Lucio Ambivio Turpione e acquisirono grande fama. Di esse restano 42 titoli e vari frammenti, per un totale di circa 280 versi. Mentre per la lingua e lo stile il suo teatro rimase molto vicino a quello plautino, Cecilio testimonia invece la progressiva penetrazione della cultura ellenistica in Roma, non traducendo i titoli degli originali greci da cui traeva le sue opere ed evidenziando i prodromi di quell'ideale che, grazie agli influssi della filosofia stoica e all'opera del circolo degli Scipioni, avrebbe più tardi preso il nome di humanitas.
L'opera di Cecilio fu variamente giudicata dagli autori antichi, che videro nel commediografo ora uno tra i maggiori drammaturghi della letteratura latina, ora un cattivo esempio di stile. La critica attuale, fortemente limitata dallo scarso numero di frammenti delle opere disponibili, tende comunque a sottolineare l'importante ruolo che Cecilio ricoprì nel passaggio dalla palliata di Plauto a quella di Publio Terenzio Afro, dando inizio a una nuova fase dell'ellenizzazione della letteratura latina.
Raggiunto l'apice del successo attorno al 179 a.C., dopo la morte di Plauto nel 184 a.C., Cecilio intrecciò un legame di amicizia con il coevo poeta e drammaturgo Quinto Ennio, assieme al quale fu alla guida del collegium scribarum histrionumque, un'associazione di tipo corporativo, fondata nel 207 a.C. in seguito alla composizione, da parte di Livio Andronico, dell'inno a Iuno Regina, che riuniva gli attori e gli autori delle rappresentazioni drammatiche allora presenti in Roma. Secondo sempre la testimonianza di Girolamo, Cecilio morì nel 168 a.C., un anno dopo Ennio, ma se si volesse dare credito all'aneddoto narrato da Svetonio la data dovrebbe essere posticipata almeno al 166 a.C. poiché l'Andria fu rappresentata per la prima volta soltanto in quell'anno. Il drammaturgo fu sepolto nelle vicinanze del colle Gianicolo.
L'opera di Cecilio si pone infine tra Plauto e Terenzio nell'elaborazione dell'ideale che nel I secolo a.C. avrebbe preso il nome di humanitas: Plauto aveva scritto, nell'Asinaria, «lupus est homo homini, non homo, quom qualis sit non novit» («l'uomo è un lupo per l'uomo, non un uomo, qualora si ignori chi sia»), sostenendo dunque che un uomo sconosciuto dovesse essere trattato come una fiera selvaggia. Cecilio scrisse invece «homo homini deus est, si suum officium sciat» («l'uomo è un dio per l'uomo, se conosce il proprio dovere»): influenzato dalla filosofia stoica, i cui insegnamenti sarebbero stati a pieno colti e rielaborati dagli esponenti del circolo degli Scipioni e da Terenzio, che avrebbe scritto infine «homo sum, humani nihil a me alienum puto», Cecilio sostenne che gli uomini dovessero essere tra loro solidali e recarsi reciproco beneficio: tale doveva essere il dovere di ogni uomo.

#### Marco Pacuvio
Marco Pacuvio nacque a Brundisium in area culturale greco-osca attorno al 220 a.C.. Fu nipote di Quinto Ennio da parte di madre, trasferendosi ancora giovane a Roma, dove intraprese a lungo l'attività di pittore (nel I secolo a.C. era ancora integro un suo dipinto nel tempio di Ercole) e di poeta, frequentando il Circolo degli Scipioni.
Formatosi grazie alle influenze dello zio e maestro Ennio, da cui ereditò anche gli interessi filosofici e le tendenze razionalistiche, Pacuvio visse e operò come tragediografo e pittore a Roma, dove giunse nel 204 a.C. Qui, secondo la testimonianza di Marco Tullio Cicerone, strinse un solido legame di amicizia con l'aristocratico di ambiente scipionico Gaio Lelio. La poetica di Pacuvio, altisonante e ricca di riferimenti mitologici, era infatti ben lontana da quella proposta dal cosiddetto circolo degli Scipioni, che tentava, invece, di diffondere un ideale di letteratura aderente alla vita reale e attenta all'individuo.
Ancora attivo nel 140 a.C., all'età di ottant'anni, Pacuvio compose una tragedia che mise in scena in competizione con il giovane Lucio Accio, che si andava allora affermando e che dopo la morte dello stesso Pacuvio sarebbe divenuto il maggior tragediografo in attività a Roma. Poco più tardi, tuttavia, il vecchio Pacuvio, malato, fu costretto a ritirarsi a Tarentum, dove, attorno al 130 a.C. morì quasi novantenne.

### Dopo la conquista della Macedonia e la distruzione di Cartagine (167-78 a.C.)
Una volta terminata la guerra siriaca nel 188 a.C., vinta dall'esercito romano, tutti i territori anatolici ad ovest del fiume Tauro, di chiaro stampo ellenistico, entrarono nella sfera di influenza romana. La regione non era però ancora stata pacificata del tutto: nel 171 a.C. il figlio e successore di Filippo, Perseo di Macedonia, riprese ad attuare una politica espansionistica ai danni di alcune tribù balcaniche alleate di Roma, provocando lo scoppio della terza guerra macedone. E se inizialmente Roma preferì non intervenire, nel 168 a.C. il console Lucio Emilio Paolo affrontò e sconfisse la falange macedone di Perseo nella battaglia di Pidna. Dopo la sconfitta, la Macedonia fu divisa in quattro repubbliche subalterne e tributarie a Roma.
Venti anni più tardi, nel 150 a.C. un certo Andrisco, affermando di essere figlio di Perseo, tentò di ricostruire il regno macedone, ma dopo alcuni iniziali successi, fu battuto dal console Quinto Cecilio Metello nel 148 a.C. e costretto a riparare in Tracia. Nel 146 a.C. la Macedonia diveniva infine provincia romana, includendo Epiro e Tessaglia, mentre i Romani radevano al suolo Corinto. Dopo questi avvenimenti, l'elemento ellenico, si faceva sempre più presente nella cultura romana e quindi letteraria.
Frattanto in Africa scoppiava la terza guerra punica. Nel 150 a.C., infatti, Cartagine decisa a reagire ai continui attacchi dei numidi di Massinissa, ben sapendo di contravvenire alle condizioni di pace imposte dai Romani, scatenò le aperte ostilità dei Romani, che dichiararono guerra a Cartagine l'anno successivo. Il senato, infatti, sobillato da Catone il Censore, si risolse ad inviare in Africa il console Publio Cornelio Scipione Emiliano, che, dopo un lungo assedio, nel 146 a.C. espugnò e rase al suolo la città che più di ogni altra in precedenza, aveva provocato il terrore nel popolo romano. La celebrazione di tale evento la troviamo nella letteratura latina del periodo.

#### Publio Terenzio Afro

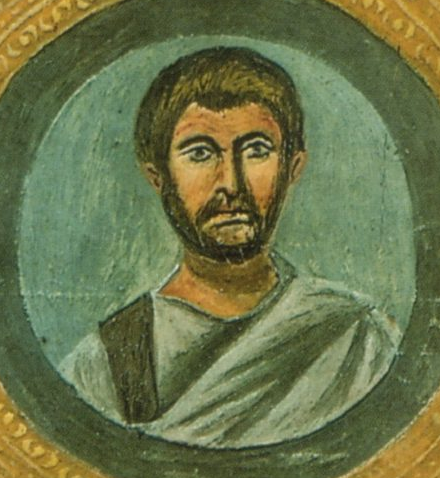
Publio Terenzio Afro.

Publio Terenzio Afro, nato a Cartagine nel 185 a.C.-184 a.C. circa, fu uno dei primi autori latini a introdurre il concetto di humanitas, elemento caratterizzante del Circolo degli Scipioni. Era di origine punica (seguendo il cognome Afer se ne può dedurre la provenienza libica) e nacque a Cartagine; arrivò a Roma come schiavo del senatore Terenzio Lucano. Il senatore lo educò nelle arti liberali, e in seguito lo affrancò (la biografia dice "ob ingenium et formam", per la sua intelligenza e la sua bellezza); il liberto assunse pertanto il nome di Publio Terenzio Afro. Fu in stretti rapporti con il Circolo degli Scipioni, ed in particolare con Gaio Lelio, Scipione Emiliano e Lucio Furio Filo: grazie a queste frequentazioni apprese l'uso alto del latino e si tenne aggiornato sulle tendenze artistiche di Roma. Durante la sua carriera di commediografo (dal 166, anno di rappresentazione della prima commedia, Andria, al 160 a.C.), venne accusato di plagio ai danni delle opere di Nevio e Plauto (entrambi condividevano come lui le idee di Menandro) e di aver fatto da prestanome ad alcuni protettori, impegnati in politica, per ragioni di dignità e prestigio (l'attività di commediografo era considerata indegna per il civis romano), tanto che Terenzio stesso si difese tramite le sue commedie: nel prologo degli Adelphoe (I fratelli), per esempio, egli rifiuta l'ipotesi che lo vede prestanome di altri, segnatamente dei membri dello stesso Circolo degli Scipioni. Venne accusato di mancanza di vis comica e di uso della contaminatio. Morì mentre si trovava in viaggio in Grecia nel 159 a.C., all'età di circa 26 anni.
Terenzio si adattò alla commedia greca; in particolare segue i modelli della Commedia nuova (νέα κωμωδία) attica, in particolare di Menandro. Per questo forte legame artistico col commediografo greco fu definito da Cesare Dimidiatus Menander ovvero "Menandro dimezzato". L'opera di Terenzio non si limitò ad una semplice traduzione e riproposizione degli originali greci. Come anche le recenti scoperte di testi comici greci hanno dimostrato, l'autore apportò notevoli modifiche nelle trame e nei personaggi. Terenzio, infatti, praticava la contaminatio: ovvero introduceva all'interno di una stessa commedia, personaggi ed episodi appartenenti a commedie diverse, anch'esse comunque di origine greca. Pare tuttavia che la fortuna delle sue commedie sia da attribuire alle capacità del suo attore, Lucio Ambivio Turpione, uno dei migliori a quell'epoca.

#### Gaio Lucilio
Di Gaio Lucilio conosciamo la data di morte (102 a.C.), non quella di nascita che sembrerebbe essere comunque antecedente a quella suggerita da San Girolamo del 148 a.C. circa e probabilmente attorno al 180 a.C.. Fu autore di 30 libri di satire, da cui ci rimangono circa 1.000 frammenti, per un totale di quasi 1.370 versi. Nei frammenti che ci restano Lucilio chiama le sue composizioni con il nome di poemata (poemi) o come sermones o meglio ludus ac sermones (chiacchiere scherzose). I caratteri fondamentali della vera satira luciliana erano:
- soggettivismo: Lucilio parla di sé stesso e inserisce contenuti autobiografici;
- spontaneità: parla con immediatezza e l'elaborazione letteraria è relativa;
- aggressività: spesso ad personam, è una letteratura abrasiva;
- eticità: Lucilio intende promuovere una modificazione comportamentale, ha un fine educativo;
- varietà: Lucilio affronta tematiche variegate attente agli aspetti comuni e quotidiani (eros, banchetti, fatti di cronaca e vita politica);
- plurilinguismo e ibridazione stilistica: non è né anodino né monocorde, percorre tutte le possibilità della lingua latina, dal sermo plebeius sino alle regioni più illustri della letteratura, ha uno stile caleidoscopico.

E anche se si ritiene fosse stato Ennio ad usare per primo questo genere letterario tipicamente romano, Lucilio ne stilò lo statuto, poi seguito dai successivi autori di satire, attraverso la sua opera caratterizzata dall'esametro e dall'argomento morale.

#### Lucio Accio
Lucio Accio nacque nel 170 a.C. da genitori liberti. Esordì come autore tragico nel 140 a Roma e le sue prime opere, pare, destarono invidia nell'allora più celebre letterato Pacuvio, più anziano di lui. Verso il 135 a.C. visitò Pergamo per poter meglio conoscere la cultura greca di quel periodo. Tornato a Roma divenne uno dei principali esponenti del collegium poetarum (Corporazione dei poeti), tanto da raggiungere una certa notorietà già attorno ai trent'anni. Pur essendo stato il più prolifico tragediografo della letteratura latina, di Accio non restano che frammenti: circa 750 versi e 44 titoli di cothurnate, tragedie ambientate in Grecia; fu autore anche di alcune praetexte, tragedie ad ambientazione romana. Per quanto riguarda la forma dei suoi testi, Accio fu abile nell'utilizzare i mezzi tecnici e stilistici più disparati, tra cui brillava l'uso di assonanze e allitterazioni. Lucio Accio scrisse anche opere di filologia e di erudizione. Morì verosimilmente a Roma intorno all'85 a.C..

#### Quinto Claudio Quadrigario
Quinto Claudio Quadrigario visse a cavallo tra la fine del II e gli inizi del I secolo a.C.. Scrisse un'opera storica, gli Annali, di cui sopravvivono alcuni brani, importanti per la loro ricchezza in termini stilistici. Appartenente alla gens Claudia, nacque probabilmente nell'Italia settentrionale. Vissuto nel periodo delle lotte tra populares ed optimates, tra i tentativi di riforma dei Gracchi e la guerra civile romana tra mariani e Silla, non si impegnò mai in politica, poiché il suo interesse come storiografo si focalizzava più sulla glorificazione delle gesta della sua famiglia e sulla narrazione di epiche battaglie. Scrisse almeno 24 libri, trattando brevemente il periodo regio e, in modo più ampio, dalle guerre puniche fino al 70 a.C. circa.

### Altri autori
Altri autori del periodo sono Celio Antipatro, Lucio Cornelio Sisenna, Lucio Cornelio Silla, Valerio Edituo, Quinto Lutazio Catulo, Porcio Licino, Levio, Titinio, Afranio, Tito Quinzio Atta, Lucio Pomponio e Quinto Novio